# Twenty Dollars a Week
Twenty Dollars a Week er en amerikansk stumfilm fra 1924 instrueret af F. Harmon Weight.

## Medvirkende
- George Arliss som John Reeves
- Taylor Holmes som William Hart
- Edith Roberts som Muriel Hart
- Wallie Howe som Henry Sloane
- Redfield Clarke som George Blair
- Ronald Colman som Chester Reeves
- Ivan F. Simpson som James Pettison (credited as Ivan Sampson)
- Joseph Donohue som Arthur
- William Sellery som Clancy
- George Henry